# Hagtornsbärfis
Hagtornsbärfis (Acanthosoma haemorrhoidale) är en insektsart som först beskrevs av Carl von Linné 1758.  Hagtornsbärfis ingår i släktet Acanthosoma, och familjen kölskinnbaggar. Arten är reproducerande i Sverige.

## Bildgalleri

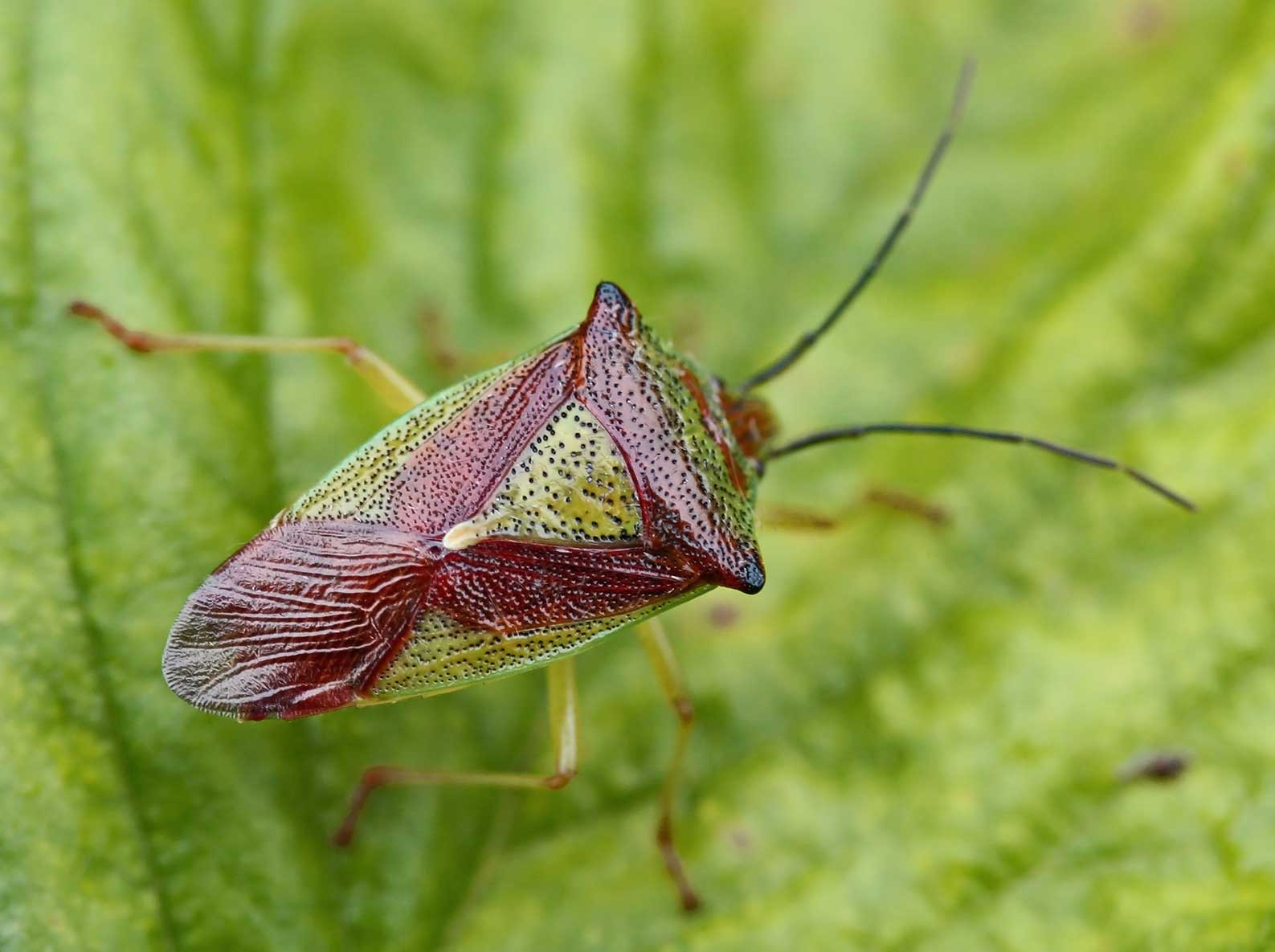
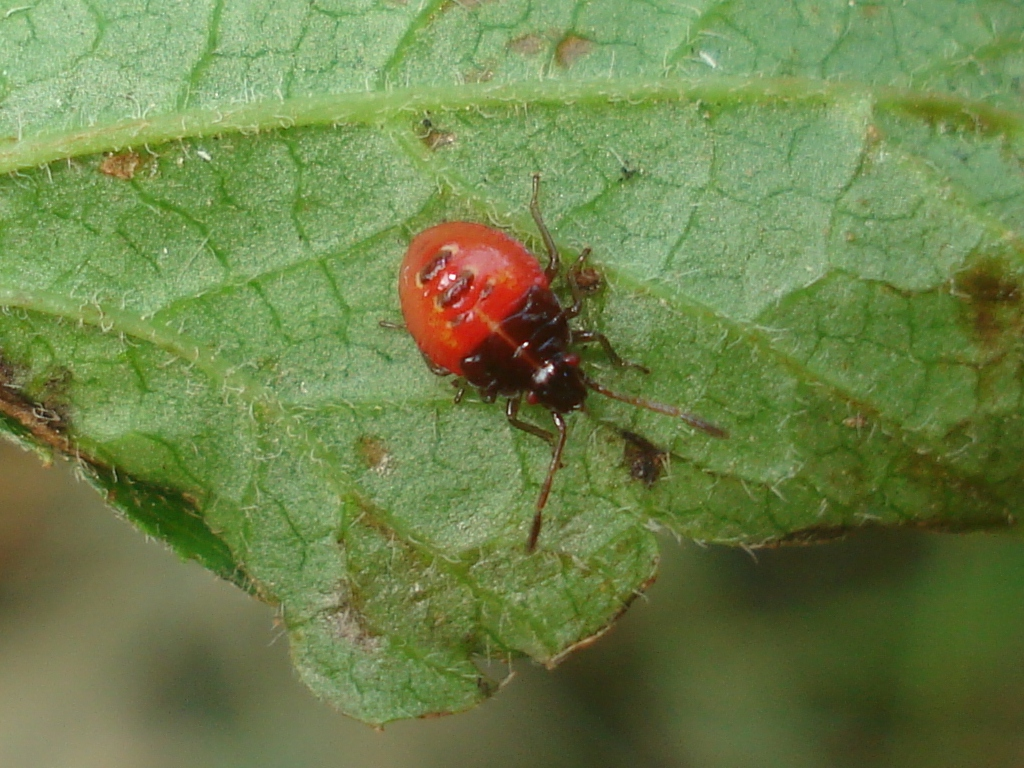
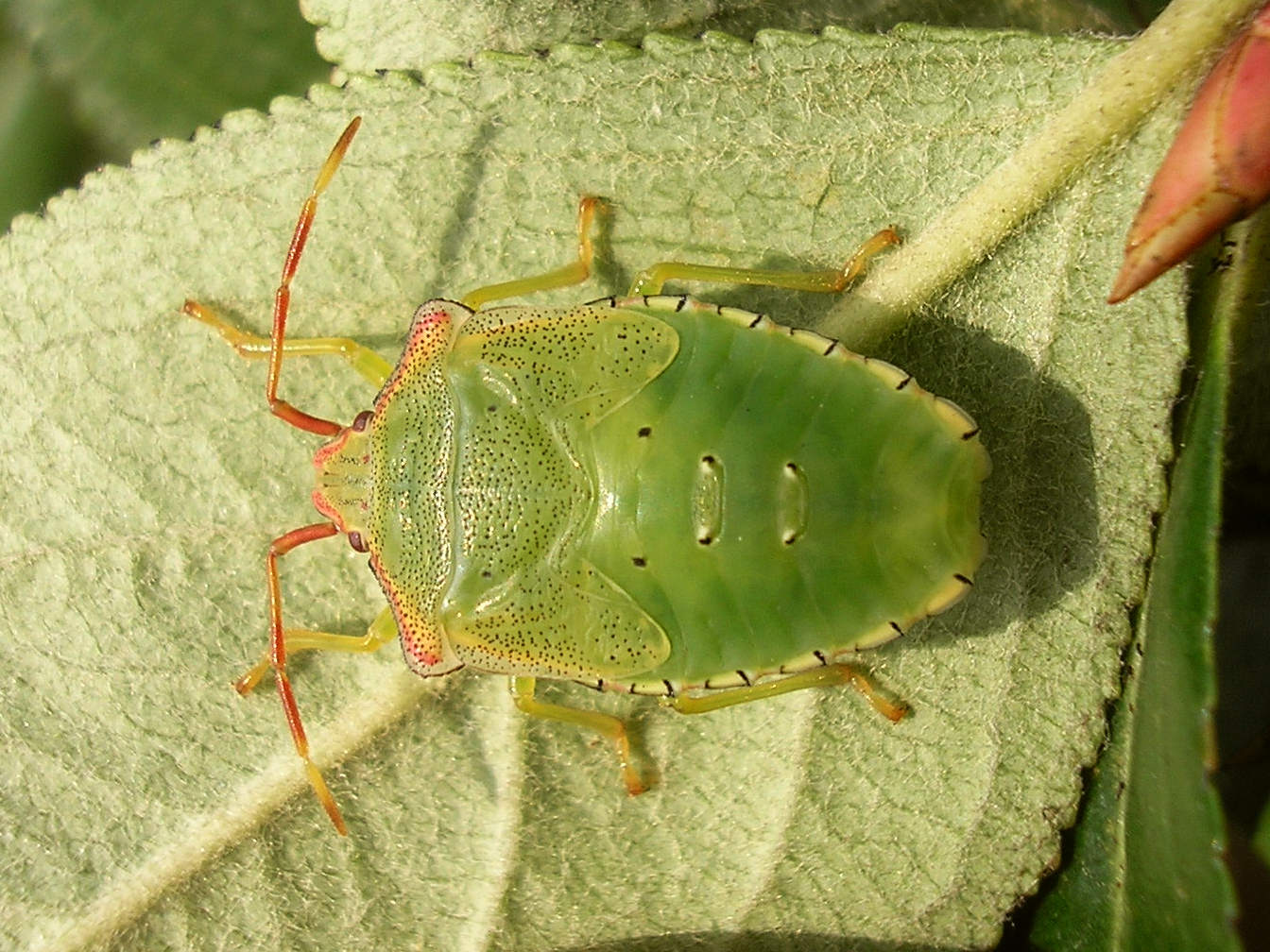
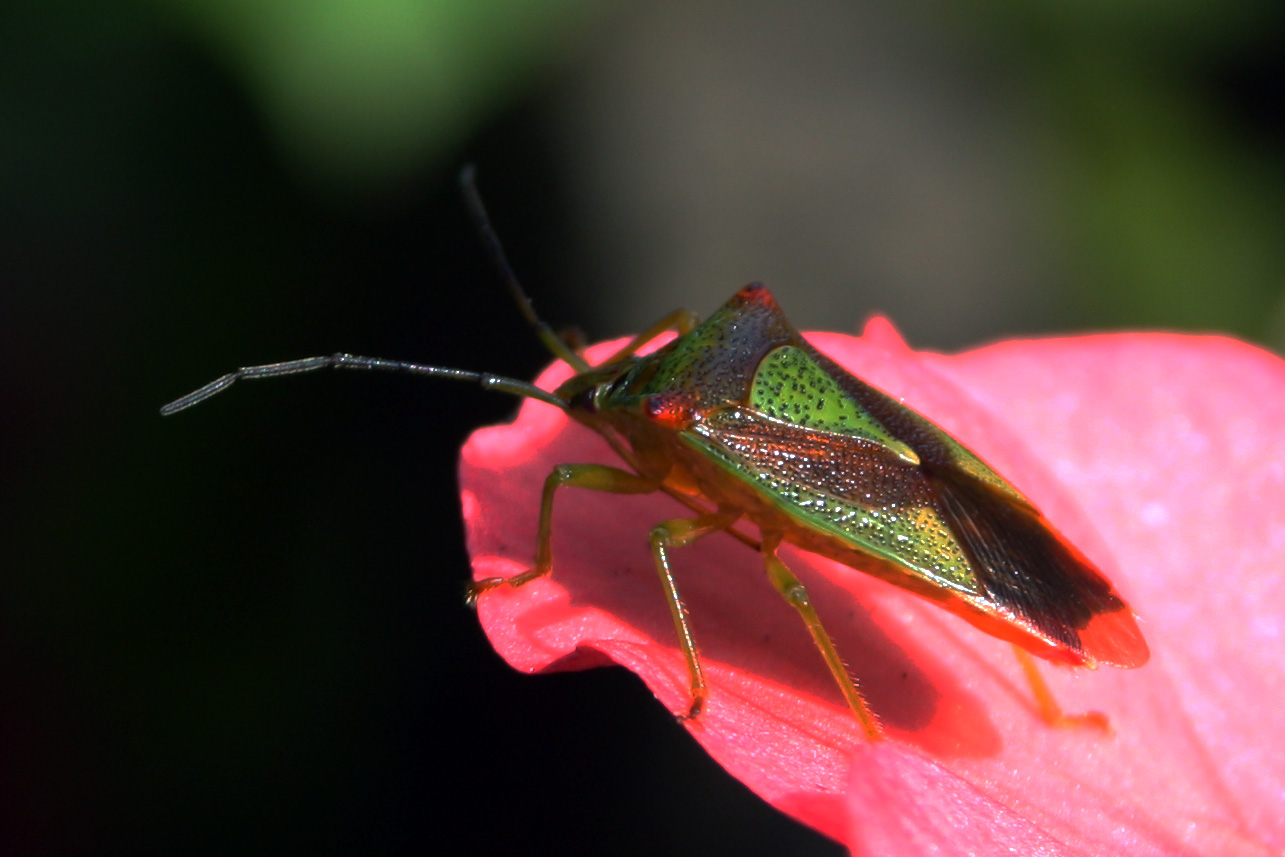
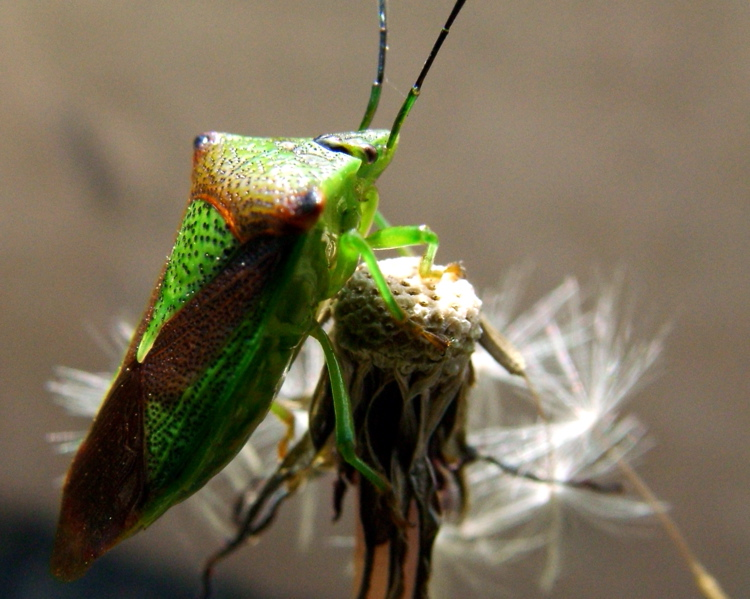
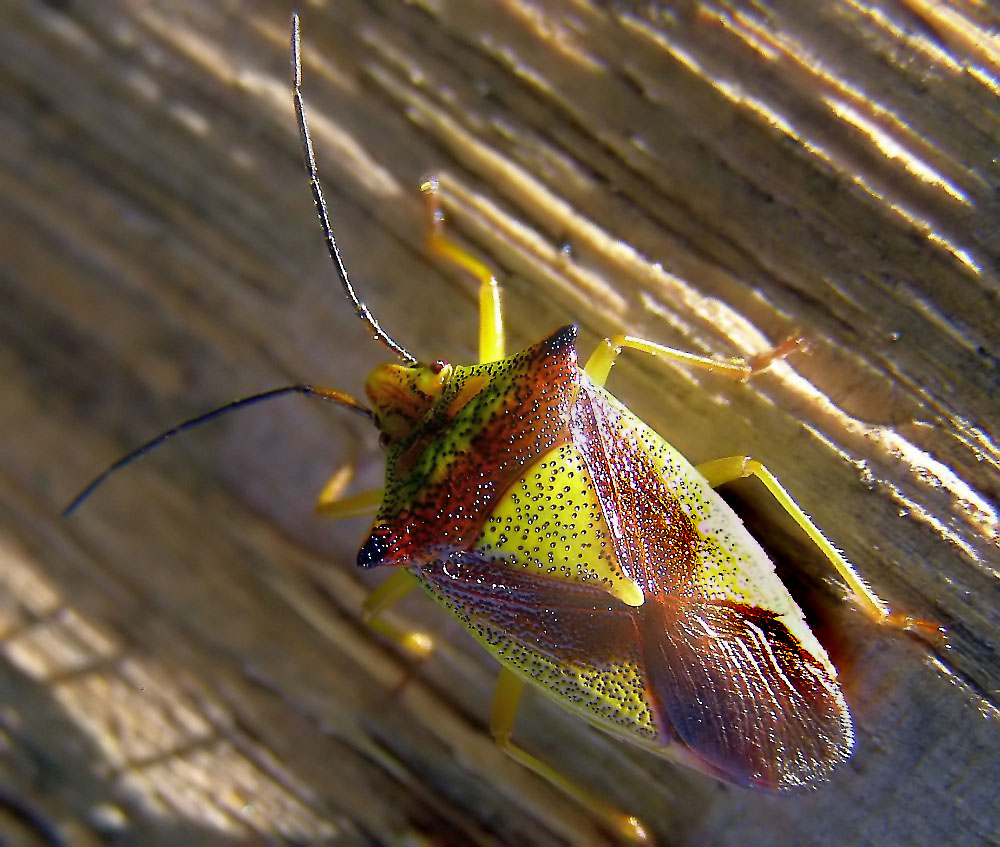